# Premio Faulkner
El Premio PEN/Faulkner de Ficción es entregado cada año por la Fundación PEN/Faulkner al autor estadounidense de la mejor obra de ficción del año. El ganador recibe 15.000 dólares y cada uno de los cuatro finalistas, 5.000. La fundación lleva al ganador y los finalistas a Washington D. C. a leer sus trabajos al Gran Salón de la Biblioteca Folger Shakespeare.
La Fundación PEN/Faulkner es una creación de la generosidad de William Faulkner cuando donó su Premio Nobel de 1949 "para establecer un fondo para apoyar y alentar a nuevos escritores de ficción." Está afiliada con la organización PEN Internacional de escritores.
El premio fue entregado por primera vez en 1981.

## Ganadores de Ficción
- 1981 Walter Abish, How German Is It
- 1982 David Bradley, The Chaneysville Incident
- 1983 Toby Olson, Seaview
- 1984 John Edgar Wideman, Sent for You Yesterday
- 1985 Tobias Wolff, The Barracks Thief
- 1986 Peter Taylor, The Old Forest
- 1987 Richard Wiley, Soldiers in Hiding
- 1988 T. Coraghessan Boyle, World's End
- 1989 James Salter, Dusk
- 1990 E.L. Doctorow, Billy Bathgate
- 1991 John Edgar Wideman, Philadelphia Fire
- 1992 Don DeLillo, Mao II
- 1993 E. Annie Proulx, Postcards
- 1994 Philip Roth, Operación Shylock
- 1995 David Guterson, Snow Falling on Cedars
- 1996 Richard Ford, Independence Day
- 1997 Gina Berriault, Women in Their Beds
- 1998 Rafi Zabor, The Bear Comes Home
- 1999 Michael Cunningham, The Hours
- 2000 Ha Jin, Waiting
- 2001 Philip Roth, La mancha humana
- 2002 Ann Patchett, Bel Canto
- 2003 Sabina Murray, The Caprices
- 2004 John Updike, The Early Stories
- 2005 Ha Jin, War Trash
- 2006 E.L. Doctorow, La gran marcha
- 2007 Philip Roth, Everyman
- 2008 Kate Christensen, The Great Man
- 2009 Joseph O'Neill, Netherland
- 2010 Sherman Alexie, War Dances
- 2011 Deborah Eisenberg, The Collected Stories of Deborah Eisenberg
- 2012 Julie Otsuka, Buda en el ático
- 2013 Benjamín Alire Sáenz, Everything Begins and Ends at the Kentucky Club
- 2014 Karen Joy Fowler, We Are All Completely Beside Ourselves
- 2015 Atticus Lish, Preparation for the Next Life
- 2016 James Hannah, Delicious Foods
- 2017 Imbolo Mbué Behold the Dreamers
- 2018 Joan Silber, Improvement